# The Weight of Your Love
The Weight of Your Love (с англ. — «Вес твоей любви») — четвёртый студийный альбом британской группы Editors, представленный 28 июня 2013 года. Продюсером альбома выступил Jacquire King; пластинка была издана на лейбле PIAS Recordings.
Первый сингл «A Ton of Love» впервые прозвучал 6 мая 2013 года в эфире шоу Зейна Лоу на BBC Radio 1, в тот же день было выпущено музыкальное видео.
Это первый альбом Editors, записанный после ухода лид-гитариста Криса Урбановича 16 апреля 2012 года. Группа опубликовала заявление на своём официальном сайте, в котором говорится, что это было «решение, полностью основанное на будущем музыкальном направлении» и что уход Урбановича был «полностью дружественным». Это также первый альбом, в котором приняли участие новые участники группы Джастин Локки и Эллиот Уильямс.
Альбом был на первом месте в Бельгии и Голландии и достиг позиции номер шесть в британском чарте UK Albums Chart и получил там серебряную сертификацию.

## История
На первых сессиях записи четвертого студийного альбома группы фронтмен Том Смит заявил, что это была «долгая, трудная пара лет, и она стала довольно мрачной, потому что, когда мы пытались создать новые песни, они не были достаточно хороши. Сердце Криса больше не лежало к этому. В течение года мы уходили с репетиций с очень негативным настроем и без вдохновения».
Однако в апреле 2012 года группа заявила на своем официальном сайте, что «очень рада работать с основным составом группы втроем и пытаться внести новые элементы в звучание Editors». В декабре того же года в интервью Daily Star группа сообщила, что готова приступить к записи своего четвертого альбома после ухода Криса Урбановича.
Вокалист Том Смит также сказал: «Я долгое время говорил о своей любви к американским группам вроде R.E.M. и Arcade Fire, и именно к такому типу звучания относятся наши новые песни. Они более прямолинейны, чем наш последний альбом. Тот был более экспериментальным, тогда как новые песни можно сыграть на акустической гитаре. Я больше не знаю, что такое хит, но эти песни кажутся очень классическими и непосредственными».
Альбом был спродюсирован Жакиром Кингом и смикширован Крейгом Силви. Группа также работала с продюсером Марком «Flood» Эллисом, который продюсировал их предыдущий альбом In This Light and on This Evening.
Альбом был записан в основном вживую. Говоря о звучании альбома, вокалист Том Смит заявил, что он «[находится] в мире альт-рока/американы» и что временами он кажется «неприкосновенным». В лирическом плане альбом сосредоточен на «песнях о любви… которые не соответствуют традиционному типу любовных песен». Смит объяснил: «Если мне кажется, что я пишу что-то слишком прямолинейное, я пытаюсь переиначить это, чтобы в итоге получилось странно и непонятно».

## Отзывы
| Совокупная оценка | Совокупная оценка |
| Источник          | Оценка            |
| ----------------- | ----------------- |
| Metacritic        | 55/100            |
| Оценки критиков   |                   |
| Источник          | Оценка            |
| Allmusic          | [ 2 ]             |
| The Guardian      | [ 11 ]            |
| Mojo              | [ 12 ]            |
| musicOMH          | [ 13 ]            |
| NME               | 4/10              |
| PopMatters        | 6/10              |
| Q                 | [ 12 ]            |
| Slant             | [ 16 ]            |
| Rolling Stone     | [ 1 ]             |
| Uncut             | [ 12 ]            |

The Weight of Your Love разделил мнение критиков. Одни рецензенты сочли его отличным новым подходом к привычной формуле группы, другие назвали альбом ухудшением по сравнению с предшественниками. В результате этого разногласия The Weight of Your Love получил в целом смешанные отзывы от музыкальных критиков. На сайте Metacritic, который присваивает нормализованный рейтинг от мейнстримных критиков, альбом получил средний балл 55 из 100, что означает «смешанные или средние отзывы», на основе 22 рецензий.

## Список композиций
Все песни написаны Томом Смитом, Расселом Личем, Эдвардом Лэем, Джастином Локки и Эллиотом Уильямсом. Все песни спродюсированы Жакиром Кингом, если не указано иное.
| №   | Название                         | Длительность |
| --- | -------------------------------- | ------------ |
| 1.  | «The Weight»                     | 4:32         |
| 2.  | «Sugar»                          | 4:16         |
| 3.  | «A Ton of Love»                  | 3:58         |
| 4.  | «What Is This Thing Called Love» | 4:12         |
| 5.  | «Honesty»                        | 4:49         |
| 6.  | «Nothing»                        | 5:15         |
| 7.  | «Formaldehyde»                   | 3:50         |
| 8.  | «Hyena»                          | 3:39         |
| 9.  | «Two Hearted Spider»             | 4:30         |
| 10. | «The Phone Book»                 | 4:31         |
| 11. | «Bird of Prey»                   | 4:46         |

| №   | Название                  | Длительность |
| --- | ------------------------- | ------------ |
| 12. | «Formaldehyde (Acoustic)» | 4:37         |

| №  | Название                 | Продюсеры     | Длительность |
| -- | ------------------------ | ------------- | ------------ |
| 1. | «The Sting»              | Jacquire King | 4:08         |
| 2. | «Get Low»                | Justin Lockey | 3:30         |
| 3. | «Comrade Spill My Blood» | Justin Lockey | 3:59         |
| 4. | «Hyena (Acoustic)»       | Tim Baxter    | 3:44         |
| 5. | «Nothing (Acoustic)»     | Tim Baxter    | 5:32         |

| №   | Название                   | Длительность |
| --- | -------------------------- | ------------ |
| 12. | «The Sting»                | 4:04         |
| 13. | «A Ton of Love (Acoustic)» | 3:12         |
| 14. | «Formaldehyde (Acoustic)»  | 4:37         |

Замечание
- В песне «The Weight» дополнительно звучит вокал Хелен Аткинсон.

## Позиции в чартах
| Чарт (2013)                         | Высшая позиция |
| ----------------------------------- | -------------- |
| Австрия (Ö3 Austria)                | 10             |
| Бельгия/Фландрия (Ultratop)         | 1              |
| Бельгия/Валлония (Ultratop)         | 4              |
| Дания (Hitlisten)                   | 21             |
| Нидерланды (Album Top 100)          | 1              |
| Финляндия (Suomen virallinen lista) | 43             |
| Франция (SNEP)                      | 39             |
| Германия (Offizielle Top 100)       | 4              |
| Ирландия (IRMA)                     | 9              |
| Италия (Classifica album)           | 9              |
| Польша (ZPAV)                       | 24             |
| Португалия (AFP)                    | 10             |
| Испания (PROMUSICAE)                | 43             |
| Швейцария (Schweizer Hitparade)     | 4              |
| Великобритания (UK Albums Chart)    | 6              |

## Сертификации
| Регион | Сертификация | Продажи |
| --- | ------------ | ------- |
| Бельгия (BEA) | Золотой      | 15 000* |
| Великобритания (BPI) | Серебряный   | 60 000  |
| * Данные о продажах приведены только на основе сертификации. · Данные о продажах + прослушиваниях приведены только на основе сертификации. |              |         |